# El Espinillo (isla)
El Espinillo es una isla del delta del río Paraná. Forma parte de la provincia argentina de Entre Ríos.

## Ubicación
La isla El Espinillo es una porción de tierra insular, parte del conglomerado de islas del delta del río Paraná. Forma parte del departamento Victoria, del estado provincial de Entre Ríos, Argentina. La isla se encuentra en el límite territorial entre esa provincia y la de Santa Fe.
Un brazo del río Paraná la separa de la isla Charigüé.